# 刘圩镇 (泗县)
刘圩镇，是中华人民共和国安徽省宿州市泗县下辖的一个乡镇级行政单位。

## 行政区划
刘圩镇下辖以下地区：
刘圩村、秦场村、周道村、西马村、前戚村、付圩村、张谷村、潼南村、四山村和高渡村。